# Saint-Rémy-de-Chargnat
Saint-Rémy-de-Chargnat település Franciaországban, Puy-de-Dôme megyében. Lakosainak száma 628 fő (2022. január 1.). Saint-Rémy-de-Chargnat Bansat, Parentignat, Les Pradeaux, Saint-Jean-en-Val, Saint-Martin-des-Plains, Usson és Varennes-sur-Usson községekkel határos.

## Népesség
A település népessége az elmúlt években az alábbi módon változott:
| Lakosok száma | 544  | 560  | 578  | 572  | 580  | 579  | 595  | 612  | 628  |
|               | 2013 | 2015 | 2016 | 2017 | 2018 | 2019 | 2020 | 2021 | 2022 |